# Willie Colon
Willie Colon (New York, 9 aprile 1983) è un giocatore di football americano statunitense che gioca nel ruolo di offensive guard per i New York Jets della National Football League (NFL). Fu scelto nel corso del quarto giro (131º assoluto) del Draft NFL 2006 dai Pittsburgh Steelers. Al college ha giocato a football alla Hofstra University.

## Carriera professionistica

### Pittsburgh Steelers
Colon fu scelto dai Pittsburgh Steelers nel quarto giro del Draft 2006. Partì come titolare nelle ultime due gare della sua stagione da rookie, sostituendo l'infortunato Max Starks. Nella stagione successiva si contese con Starks il ruolo di tackle destro titolare. Colon fu membro degli Steelers che vinsero il Super Bowl XLIII contro gli Arizona Cardinals. Dopo quella stagione firmò un prolungamento contrattuale di un anno con gli Steelers del valore di 2,2 milioni di dollari
Nel giugno 2010, Colon si ruppe il tendine d'Achille, perdendo tutta la successiva stagione. Il 29 luglio 2011 firmò un nuovo contratto quinquennale con Pittsburgh del valore di 29 milioni di dollari. Nella prima gara della stagione contro i Baltimore Ravens però, Colon si ruppe un tricipite, perdendo il resto della stagione.
Dopo aver giocato 11 gare, tutte come titolare, nella stagione 2012, Colon il 13 marzo 2013 fu svincolato dagli Steelers.

### New York Jets
Il 15 marzo 2013, Colon firmò un contratto annuale coi New York Jets. Nella stagione 2013, giocò tutte e 16 le partite da titolare. Il 19 marzo 2014, Colon rifirmò con i Jets per un anno a 2 milioni di dollari.

## Palmarès
- Super Bowl : 1 Vincitore del Super Bowl XLIII

## Statistiche
| Partite totali      | 78 |
| Partite da titolare | 78 |

Statistiche aggiornate alla stagione 2013